# 长椎鳄龙属
长椎鳄龙（属名：Tanystrosuchus，意为“长的鳄鱼”）是兽脚类恐龙的一个可疑属，生存于大约2.08亿年前的晚三叠世诺利阶中期。唯一种末代长椎鳄龙（T. posthumus）所知于德国发现的单个颈椎。

## 研究历史
长椎鳄龙的椎骨（标本SMNS 4385）最初由S.F.J.von Kapff于19世纪60年代发现。克里斯蒂安·埃里希·赫尔曼·冯·迈耶（Christian Erich Hermann von Meyer）在1865年将其叙述，但没有进行分类。1907年，弗里德里希·冯·休尼（Friedrich von Huene）检查化石并确认为属于兽脚类恐龙。他认为该标本可能属于长颈龙（当时被归入兽脚类），并命名为新种末代长颈龙（Tanystropheus posthumus）。这块椎骨被添加到斯图加特国立自然博物馆（Staatliches Museum für Naturkunde）的藏品中，但被贴上植龙目尼克罗龙的标签。2000年，奥利弗·劳赫（Oliver Rauhut）和阿克塞尔·亨格布勒（Axel Hungerbühler）重新检查标本并得出结论，尽管该标本在某些方面与同时期的理理恩龙相似，而且肯定来自兽脚类，但由于不完整而无法分类，因此该属被认为是一个疑名。